# Sin destino
Sin destino è un film del 2002 diretto da Leopoldo Laborde.

## Trama
Il quindicenne Fran si prostituisce per potersi pagare la droga da cui è dipendente. Stanco di essere definito da altri come un omosessuale, si confida con il suo migliore amico, lo spacciatore David, che gli consiglia di fare visita a Perla, una prostituta. In seguito Fran conosce e si innamora di Angelica, ma ben presto nella sua vita fa ritorno l'uomo che lo aveva introdotto nel giro della prostituzione.